# Indiana Fever 2013
La stagione 2013 delle Indiana Fever fu la 14ª nella WNBA per la franchigia.
Le Indiana Fever arrivarono quarte nella Eastern Conference con un record di 16-18. Nei play-off vinsero la semifinale di conference con le Chicago Sky (2-0), perdendo poi la finale di conference con le Atlanta Dream (2-0).

## Roster
| N° | Naz.                   | Ruolo | Sportivo          | Anno | Alt. | Peso |
| -- | ---------------------- | ----- | ----------------- | ---- | ---- | ---- |
| 1  | Stati Uniti (bandiera) | G     | Shavonte Zellous  | 1986 | 178  | 70   |
| 2  | Stati Uniti (bandiera) | A     | Erlana Larkins    | 1986 | 185  | 92   |
| 5  | Stati Uniti (bandiera) | G     | Layshia Clarendon | 1991 | 175  | 64   |
| 11 | Stati Uniti (bandiera) | GA    | Karima Christmas  | 1989 | 183  | 82   |
| 12 | Stati Uniti (bandiera) | G     | Erin Thorn        | 1981 | 175  | 66   |
| 13 | Australia (bandiera)   | G     | Erin Phillips     | 1985 | 173  | 75   |
| 20 | Stati Uniti (bandiera) | G     | Briann January    | 1987 | 173  | 73   |
| 21 | Stati Uniti (bandiera) | A     | Jasmine Hassell   | 1991 | 188  | 93   |
| 23 | Stati Uniti (bandiera) | GA    | Katie Douglas     | 1979 | 183  | 75   |
| 24 | Stati Uniti (bandiera) | A     | Tamika Catchings  | 1979 | 185  | 76   |
| 32 | Stati Uniti (bandiera) | G     | Jeanette Pohlen   | 1989 | 183  | 81   |
| 45 | Stati Uniti (bandiera) | C     | Sasha Goodlett    | 1990 | 196  | 108  |
| 51 | Stati Uniti (bandiera) | A     | Jessica Breland   | 1988 | 191  | 77   |

## Staff tecnico
- Allenatore: Lin Dunn
- Vice-allenatori: Mickie DeMoss, Stephanie White
- Preparatore atletico: Todd Champlin
- Preparatore fisico: Emily Novitsky